# セヴィンチュ・カヤ
セヴィンチュ・カヤ（Sevinču qaya、1286年 - 1324年）は、大元ウルスに仕えた文人の一人。貫雲石という漢名を称していた。『元史』などの漢文史料における漢字表記は小雲石海涯（xiǎoyúnshí hǎiyá）。
ウイグル人貴族の家に生まれながら文人としての道を選び、散曲作家として大成した事で知られる。

## 概要
セヴィンチュ・カヤの祖父は南宋平定で活躍したウイグル人のエリク・カヤで、その子の貫只哥の息子がセヴィンチュ・カヤであった。また、母方の祖父はやはりウイグル人でクビライ・カアンに仕えたブルト・カヤの息子の廉希閔であった。長じて漢文に精通するようになったセヴィンチュ・カヤは父親の名前を取って「貫」を氏とし、「貫雲石」という漢名を名乗るようになったという。母親は神人から授かった大星を飲み込むことでセヴィンチュ・カヤを孕んだとの逸話があり、悪馬を乗りこなす人並外れた膂力の持ち主として育った。しかし、セヴィンチュ・カヤは長じると読書をたしなむようになり、やがて古典にとらわれない、人の意表をつくような文章を書くようになった。
セヴィンチュ・カヤは当初父の地位を継いで両淮万戸府ダルガチの職に就いたものの、数年たつと弟のクドゥ・カヤに官職を譲り、セヴィンチュ・カヤは姚燧に学んで文学を修める道を選んだ。
このころ皇太子の地位にあったアユルバルワダ（後の仁宗ブヤント・カアン）はセヴィンチュ・カヤが爵位を弟に譲ったことを聞くと、「将相の子弟でこのような賢者が他にいるだろうか」と述べ、息子のシデバラの説書秀才としてセヴィンチュ・カヤを招いた。また、アユルバルワダが皇太子となった1307年（大徳11年）には国家事業として『孝経』のパスパ文字モンゴル語訳が出版・配布されていたが、恐らくはこの流れの中で1308年（至大元年）にセヴィンチュ・カヤは『孝経直解』という注釈書を編纂しアユルバルワダに進呈している。
1311年（至大4年）にアユルバルワダがブヤント・カアンとして帝位に就くと、セヴィンチュ・カヤも翰林侍読学士・中奉大夫・知制誥同修国史の地位を授けられている。
しかしある時、「昔の賢者は尊き場所を辞して卑近な場所に居すことを貴んだものだ」と述べ、病と称して江南地方に移り、身分姓名を偽って銭唐の市中で薬を売る生活を始めた。官職を辞した後も作詞の研鑽を続け、当時の士大夫の手本となったという。セヴィンチュ・カヤは1324年（泰定元年）5月8日に死去した。慈利州ダルガチとなったアルスラン・カヤ、八三海涯という息子が二人おり、また学識に優れた孫娘が懐慶路総管の段謙に嫁いだとも伝えられている。